# Enquin-les-Mines
Enquin-les-Mines és un municipi francès situat al departament del Pas de Calais i a la regió dels Alts de França. L'any 2007 tenia 1.000 habitants.

## Demografia

### Població
El 2007 la població de fet d'Enquin-les-Mines era de 1.000 persones. Hi havia 378 famílies de les quals 90 eren unipersonals (45 homes vivint sols i 45 dones vivint soles), 123 parelles sense fills, 144 parelles amb fills i 21 famílies monoparentals amb fills.
La població ha evolucionat segons el següent gràfic:
Habitants censats

### Habitatges
El 2007 hi havia 425 habitatges, 386 eren l'habitatge principal de la família, 16 eren segones residències i 23 estaven desocupats. 423 eren cases i 2 eren apartaments. Dels 386 habitatges principals, 318 estaven ocupats pels seus propietaris, 61 estaven llogats i ocupats pels llogaters i 7 estaven cedits a títol gratuït; 8 tenien dues cambres, 40 en tenien tres, 100 en tenien quatre i 237 en tenien cinc o més. 279 habitatges disposaven pel capbaix d'una plaça de pàrquing. A 177 habitatges hi havia un automòbil i a 153 n'hi havia dos o més.

### Piràmide de població
La piràmide de població per edats i sexe el 2009 era:
| Homes | Edats   | Dones |
| ----- | ------- | ----- |
| 0     | 95 o +  | 0     |
| 4     | 90 a 94 | 4     |
| 0     | 85 a 89 | 20    |
| 0     | 80 a 84 | 16    |
| 8     | 75 a 79 | 12    |
| 8     | 70 a 74 | 24    |
| 16    | 65 a 69 | 28    |
| 36    | 60 a 64 | 12    |
| 20    | 55 a 59 | 32    |
| 24    | 50 a 54 | 32    |
| 36    | 45 a 49 | 16    |
| 24    | 40 a 44 | 16    |
| 32    | 35 a 39 | 32    |
| 36    | 30 a 34 | 52    |
| 32    | 25 a 29 | 28    |
| 32    | 20 a 24 | 40    |
| 60    | 15 a 19 | 16    |
| 36    | 10 a 14 | 16    |
| 32    | 5 a 9   | 44    |
| 36    | 0 a 4   | 24    |

## Economia
El 2007 la població en edat de treballar era de 630 persones, 428 eren actives i 202 eren inactives. De les 428 persones actives 373 estaven ocupades (233 homes i 140 dones) i 56 estaven aturades (27 homes i 29 dones). De les 202 persones inactives 49 estaven jubilades, 47 estaven estudiant i 106 estaven classificades com a «altres inactius».

### Ingressos
El 2009 a Enquin-les-Mines hi havia 405 unitats fiscals que integraven 1.067,5 persones, la mediana anual d'ingressos fiscals per persona era de 14.023 €.

### Activitats econòmiques
Dels 19 establiments que hi havia el 2007, 1 era d'una empresa extractiva, 3 d'empreses de construcció, 5 d'empreses de comerç i reparació d'automòbils, 1 d'una empresa de transport, 3 d'empreses d'hostatgeria i restauració, 1 d'una empresa immobiliària, 1 d'una empresa de serveis, 1 d'una entitat de l'administració pública i 3 d'empreses classificades com a «altres activitats de serveis».
Dels 8 establiments de servei als particulars que hi havia el 2009, 1 era un taller de reparació d'automòbils i de material agrícola, 1 autoescola, 1 lampisteria, 1 electricista, 1 empresa de construcció, 2 perruqueries i 1 restaurant.
L'any 2000 a Enquin-les-Mines hi havia 16 explotacions agrícoles.

## Equipaments sanitaris i escolars
El 2009 hi havia una escola elemental integrada dins d'un grup escolar amb les comunes properes formant una escola dispersa.

## Poblacions més properes
El següent diagrama mostra les poblacions més properes.